# Birgit Eggert
Birgit Eggert, coniugata Menz (Berlino Est, 29 maggio 1967 – Berlino, 22 novembre 2019), è stata una cestista tedesca.

## Carriera
Con la Germania ha disputato i Campionati mondiali del 1998 e tre edizioni dei Campionati europei (1995, 1997, 1999).